# Ligne de Palerme à Messine
La ligne de Palerme à Messine (souvent également appelé ligne Messine-Palerme) est la principale voie ferrée du nord de la Sicile reliant les deux villes importantes de Messine et Palerme et les centres habités de la côte tyrrhénienne. L'axe fait également partie de l'Asse ferroviario 1 du réseau ferroviaire transeuropéen conventionnel RTE-T.

## Histoire
Initialement construit en simple voie, la ligne subit plusieurs interventions structurelles qui modifièrent le tracé, conduisant au doublement de la voie sur 60% de la ligne (soit environ 138 km), contre 86 km toujours en voie unique.

## Caractéristiques
La ligne est partagée avec les lignes Palerme-Catane et Palerme-Agrigente et est le prolongement de la ligne Palerme-Trapani sur la côte tyrrhénienne reliant ainsi les deux villes opposées (Messine et Trapani) de l'île d'Est en Ouest.
Les principales villes desservies sont Bagheria, Termini Imerese, Cefalù, Sant'Agata di Militello, Capo d'Orlando, Patti, Barcellona Pozzo di Gotto et Milazzo .